# Microtatorchis wilhelminae
Microtatorchis wilhelminae är en orkidéart som beskrevs av Pieter van Royen. Microtatorchis wilhelminae ingår i släktet Microtatorchis och familjen orkidéer. Inga underarter finns listade i Catalogue of Life.